# Nazionale di ginnastica artistica femminile degli Stati Uniti d'America
La nazionale di ginnastica artistica femminile degli Stati Uniti d'America è la squadra che rappresenta gli USA nei concorsi internazionali di ginnastica artistica femminile; è composta dalle migliori 6 ginnaste della nazione più una ginnasta di riserva, scelte in base al ranking nazionale, che elenca le sue sedici migliori ginnaste: tra queste, le 6 migliori rappresentano il paese in tutte le competizioni internazionali.
Per le Olimpiadi, le ginnaste sono scelte attraverso un concorso pre-olimpico, che definisce, tra le sedici, le sei concorrenti e tre sostitute.

## Rose olimpiche
Berlino 1936Connie Caruccio-Lenz, Irma Haubold, Jennie Caputo, Margaret Duff, Ada Lunardoni, Adelaide Meyer, Mary Wright, Marie Kibler
Londra 1948Helen Schifano, Clara Schroth-Lomady, Meta Elste, Marian Barone, Ladislava Bakanic, Connie Caruccio-Lenz, Anita Simonis, Dorothy Dalton
Helsinki 1952Marian Barone, Ruth Grulkowski, Clara Schroth-Lomady, Ruth Topalian, Dorothy Dalton, Marie Hoesly, Meta Elste, Doris Kirkman
Melbourne 1956Sandra Ruddick, Muriel Davis-Grossfeld, Joyce Racek, Jacquelyn Klein, Doris Fuchs, Judy Howe
Roma 1960Gail Sontgerath, Doris Fuchs, Sharon Richardson, Betty Jean Maycock, Theresa Montefusco, Muriel Davis-Grossfeld
Tokyo 1964Dale McClements, Linda Metheny, Kathy Corrigan, Muriel Davis-Grossfeld, Sue Walther, Janie Speaks
Città del Messico 1968Cathy Rigby, Linda Metheny, Joyce Tanac, Kathy Gleason, Colleen Mulvihill, Wendy Cluff
Monaco 1972Cathy Rigby, Kimberly Chace, Roxanne Pierce, Joan Moore, Linda Metheny, Nancy Thies
Montréal 1976Kimberly Chace, Debra Willcox, Leslie Wolfsberger, Colleen Casey, Carrie Englert, Kathy Howard
Los Angeles 1984Mary Lou Retton, Julianne McNamara, Kathy Johnson, Michelle Dusserre, Tracee Talavera, Pam Bileck, DTN: Béla Károlyi · Márta Károlyi
Seoul 1988Phoebe Mills, Brandy Johnson, Kelly Garrison-Steves, Hope Spivey, Chelle Stack, Melissa Marlowe, DTN: Béla Károlyi · Márta Károlyi
Barcellona 1992Shannon Miller, Betty Okino, Dominique Dawes, Kim Zmeskal, Kerri Strug, Wendi Bruce, DTN: Béla Károlyi · Márta Károlyi
Atlanta 1996Amanda Borden, Amy Chow, Dominique Dawes, Shannon Miller, Dominique Moceanu, Jaycie Phelps, Kerri Strug, DTN: Mary Lee Tracy · Márta Károlyi · Béla Károlyi
Sydney 2000Elise Ray, Amy Chow, Kristen Maloney, Dominique Dawes, Tasha Schwikert, Jamie Dantzscher, DTN: Béla Károlyi · Márta Károlyi
Atene 2004Mohini Bhardwaj, Annia Hatch, Terin Humphrey, Courtney Kupets, Courtney McCool, Carly Patterson
Pechino 2008Bridget Sloan, Alicia Sacramone, Chellsie Memmel, Shawn Johnson, Nastia Liukin, Samantha Peszek
Londra 2012Gabrielle Douglas, McKayla Maroney, Alexandra Raisman, Kyla Ross, Jordyn Wieber
Rio 2016
Simone Biles, Aly Raisman, Gabrielle Douglas, Madison Kocian, Laurie Hernandez

## Rose del Trofeo Città di Jesolo
Jesolo 2008Shawn Johnson, Samantha Peszek, Chelsea Davis, Olivia Courtney, Jana Bieger, Bridget Sloan
Jesolo 2010Alexandra Raisman, Morgan Smith, Amanda Jetter, Mackenzie Caquatto, Kytra Hunter, Cassie Whitcomb
Jesolo 2011McKayla Maroney, Jordyn Wieber, Alexandra Raisman, Gabrielle Douglas, Amanda Jetter, Sabrina Vega
Jesolo 2012Kyla Ross, Alexandra Raisman, Sarah Finnegan, McKayla Maroney, Elizabeth Price, Rebecca Bross
Jesolo 2013Kyla Ross, Simone Biles, Brenna Dowell, Peyton Ernst, Maggie Nichols, Alexis Priessman
Jesolo 2014Kyla Ross, Peyton Ernst, Mykayla Skinner, Madison Desch, Alyssa Baumann, Maggie Nichols